# Układ dolotowy
Układ dolotowy – układ w silniku spalinowym, składający się z elementów i urządzeń, rzadziej maszyn, którego zasadniczym zadaniem jest doprowadzenie i niekiedy wstępne sprężenie powietrza lub powietrza i mieszanki paliwowo-powietrznej do cylindrów silnika.
Podstawowe elementy układu dolotowego: filtr powietrza, przewody dolotowe, kolektor dolotowy.
Czasami jednak w skład układu dolotowego mogą wchodzić dodatkowe elementy, takie jak przewód odpowietrzania komory korbowej z separatorem oleju (odma), sprężarka mechaniczna napędzana z wału silnika lub też napędzana energią gazów spalinowych (turbosprężarka), sprężarka elektryczna (elektrocharger).
Układ dolotowy pełni istotną rolę w poprawieniu parametrów użytecznych jednostki napędowej, dlatego wciąż trwają prace nad jego udoskonalaniem. 
Niektóre dzisiejsze konstrukcje układów dolotowych wykorzystują zjawisko doładowania rezonansowego. Aby jego wpływ był optymalny w szerokim zakresie prędkości obrotowej silnika konieczna była rozbudowa układu. Niektórzy producenci zastosowali pewne innowacje, np. zmienne długości "drogi dolotowej" VGIS (ang. Variable Geometry Induction System) stosowane w silnikach Hondy jak i Daewoo. Polega on na sterowaniu zaworami kształtu i długości drogi, jaką przebywa powietrze. Podobne działanie ma system Dual Ram stosowany w silnikach Opla.